# Liste der Kulturdenkmale in Neumünster
In der Liste der Kulturdenkmale in Neumünster sind alle Kulturdenkmale der schleswig-holsteinischen Stadt Neumünster und ihrer Ortsteile aufgelistet (Stand: 16. Juni 2025).
Aufgrund der zahlreichen Kulturdenkmale sind in dieser Liste die Sachgesamtheiten und Mehrheiten von baulichen Anlagen erfasst. Bauliche Anlagen, Gründenkmale, Teile von baulichen Anlagen sowie ehemalige Kulturdenkmale sind in der Liste der Kulturdenkmale in Neumünster/Bauliche Anlage, Gründenkmale und Teile von baulichen Anlagen erfasst.
Die Bodendenkmale sind in der Liste der Bodendenkmale in Neumünster erfasst.

## Legende und Hinweise
In den Spalten befinden sich folgende Informationen:
- Objekt-ID: die Nummer des Kulturdenkmales
- Lage: die Adresse des Kulturdenkmales und die geographischen Koordinaten. Kartenansicht, um Koordinaten zu setzen. In der Kartenansicht sind Kulturdenkmale ohne Koordinaten mit einem roten Marker dargestellt und können in der Karte gesetzt werden. Kulturdenkmale ohne Bild sind mit einem blauen Marker gekennzeichnet, Kulturdenkmale mit Bild mit einem grünen Marker.
- Offizielle Bezeichnung: Bezeichnung des Kulturdenkmales
- Beschreibung: die Beschreibung des Kulturdenkmales
- Bild: ein Bild des Kulturdenkmales

## Sachgesamtheiten
| Objekt-ID      | Lage | Offizielle Bezeichnung                       | Beschreibung | Bild |
| -------------- | --- | -------------------------------------------- | --- | --- |
| 45018 Wikidata | Plöner Straße 89, 110 (54° 4′ 21″ N, 10° 0′ 6″ O) | Nordfriedhof                                 | Nordfriedhof; 1869 angelegt, ab 1906 östlich erweitert; 11 ha Fläche, nach Süden Friedhofsmauer und schmiedeeisernes Friedhofstor; unter den zahlreichen historischen Grabstätten hervorzuheben: Mausoleum für die Familie Moll, die Grüfte für die Familien Sager und Blunck, die mit Galvanoplastiken versehenen Grabmäler der Fam. Christian Friedrich Köster und der Fam. Max Müller, die steinernen Grabmäler der Fam. Möller/Selck und der Fam. Riewerts sowie das Grabmal Renk; südlich des Friedhofs villenartiges Wohnhaus des Steinmetzmeisters Julius Heeschen von 1904 - Begründung: geschichtlich, künstlerisch, städtebaulich - Schutzumfang: Nordfriedhof mit Steinstelen „Stätte der Besinnung“, Friedhofsmauer, Friedhofstor, Mausoleum Moll, Gruft Blunck, Gruft Sager, Grabmal Fam. Christian Friedrich Köster, Grabstätte Fam. Möller/Selck, Grabmal Fam. Max Müller, Grabstätte Fam. Riewerts, Gedenkstein für die Opfer des Brands der Ahlbeck'schen Tuchfabrik 1888, Grabmal Renck, Grabmal Baron von Ropp-Brenner (Plöner Straße 89); Wohnhaus Steinmetzmeister Heeschen (Plöner Straße 110) | BW |
| 44654 Wikidata | Carlstraße 50, 52, 54, 56, 58, 60, 62, 64 (54° 4′ 57″ N, 9° 58′ 23″ O) | Villen Carlstraße 50-64                      | Villen Carlstraße 50-64; vornehmlich 1930er und 40er Jahre, Reihe von acht zweigeschossigen, kubischen Villenbauten zumeist in Backstein unter ausgebauten Walmdächern - Begründung: geschichtlich, städtebaulich - Schutzumfang: Villen Carlstraße 50, 52, 54, 56, 58, 60, 62, 64 | BW |
| 45645 Wikidata | Carlstraße 66 (54° 5′ 1″ N, 9° 58′ 19″ O) | Villa Moll mit Garten                        | Landhaus und umgebender Garten; ab 1908, Architekt Hans Roß, Bauherr Alexander Moll; zweigeschossiger traufständiger Backsteinbau im Reformstil unter steilem Walmdach, nach Süden weit auskragender, von Terrasse mit Pergola umgebener Gartensalon, zugehöriger Reformgarten in Form eines Eichenhains mit Rhododendrenanpflanzungen, Einheit von Innen- und Außenraum - Begründung: geschichtlich, künstlerisch, städtebaulich - Schutzumfang: Villa Moll, Garten | BW |
| 44274 Wikidata | Carlstraße 71, 73-75, 77-79 (54° 5′ 2″ N, 9° 58′ 14″ O) | Sager-Villen                                 | Sager-Villen; 1900-1907; Rudolf Pries und H. Rohwer; errichtet für Lederfabrikdirektor Hermann Sager und Werkmeisterfamilien; Reihe von drei eingeschossigen Putzbauten im Landhausstil unter Schopfwalmdächern mit Freisparren und Zierfachwerk - Begründung: geschichtlich, städtebaulich - Schutzumfang: Villa (Carlstraße 71), Doppel-Wohnhäuser (Carlstraße 73-75, 77-79) | BW |
| 50909 Wikidata | Hauptstraße 15 (54° 4′ 34″ N, 10° 0′ 6″ O) | Fabrikantenvilla Hauptstraße 15              | Fabrikantenvilla Hauptstraße 15; Ensemble bestehend aus der Villa, 1895, Architekt Ernst Hinsch, einem zweigeschossigen, kubischen Putzbau unter flachem, schiefergedeckten Zeltdach in Formen der Neorenaissance, und einem großzügigen Garten, 1925 teilweise durch Harry Maaß neugestaltet, mit repräsentativer Eiseneinfriedung an der südlichen Grundstücksgrenze - Begründung: geschichtlich, künstlerisch, städtebaulich - Schutzumfang: Fabrikantenvilla, Garten der Fabrikantenvilla mit Eiseneinfriedung | BW |
| 39398 Wikidata | Hauptstraße 17 (54° 4′ 36″ N, 10° 0′ 6″ O) | Fabrikantenvilla Hauptstraße 17              | Fabrikantenvilla Hauptstraße 17; Ensemble bestehend aus der Villa, 1895, Architekt Ernst Hinsch, einem zweigeschossigen, kubischen Putzbau unter flachem, schiefergedeckten Zeltdach in Formen der Neorenaissance, und einem großzügigen Garten mit repräsentativer Eiseneinfriedung an der südlichen Grundstücksgrenze und einer Allee - Begründung: geschichtlich, künstlerisch, städtebaulich - Schutzumfang: Fabrikantenvilla, Garten der Fabrikantenvilla mit Allee, schmiedeeiserner Zaun | BW |
| 32004 Wikidata | Hürsland 2 (54° 5′ 32″ N, 9° 59′ 52″ O) | Volkshaus Tungendorf                         | Aktualisierung vorgesehen - Begründung: geschichtlich, künstlerisch, städtebaulich - Schutzumfang: Volkshaus Tungendorf, nördliches ehem. Stallgebäude, südliches ehem. Stallgebäude, ehem. Bürogebäude, Ehrenmal Erster Weltkrieg, Baumkranz Sportplatz, Gartenanlage mit halbrunder Allee mit Mittelallee und seitlichen Reihen sowie Allee mit Rondell westlich des Volkshauses | BW |
| 39579 Wikidata | Am Alten Kirchhof 4, 6, 8-10, Am Alten Kirchhof, Christianstraße 11, Christianstraße (54° 4′ 32″ N, 9° 59′ 4″ O) | Anscharkirche                                | Anscharkirche; quadratischer, lindengesäumter Kirchhof (alter Friedhof) mit backsteinerner Jugendstilkirche im Nordosten, 1910- 1913 von Hans Roß errichtet; an der Westseite außerhalb des Lindenkranzes reihen sich die zweigeschossigen Bauten von Gemeindehaus (1900), Pfarrhaus (1953) sowie Pastorat und Verwaltungsgebäude (1935/36); an der Ostseite der Langhauswand aufgestellte historische Grabmale - Begründung: geschichtlich, künstlerisch, städtebaulich - Schutzumfang: Anscharkirche, Alter Friedhof mit historischen Grabmalen (5), Lindenalleenkranz (Christianstraße, Am Alten Kirchhof) (Christianstraße 11); Gemeindehaus der Anschargemeinde (Am Alten Kirchhof 4), Pfarrhaus der Anschargemeinde (Am Alten Kirchhof 6), Pastorat und Verwaltungsgebäude (Am Alten Kirchhof 8-10) | BW |
| 42758 Wikidata | Am Bondenholz 26, 26-30, 30 (54° 8′ 36″ N, 9° 59′ 43″ O) | Obsthof Mehrens                              | Obsthof Mehrens; 1907; Fabrikation Nordischer Blockhäuser W. Witte; zweigeschossiges Fertig-Holzhaus aus Harzer Fichte auf gemauertem Sockel unter auskragendem Satteldach im Chaletstil; ehemaliges Gärtnerhaus am Seeufer, eingeschossiges Blockhaus auf hohem gemauertem Sockel unter Dach in originaler Biberschwanzdeckung; alter Obstwiesenbestand - Begründung: geschichtlich, künstlerisch, Kulturlandschaft prägend - Schutzumfang: Obsthof-Hauptgebäude (Am Bondenholz 26), ehem. Gärtnerhaus (Am Bondenholz 30), Apfelwiese (Am Bondenholz 26-30) | BW |
| 40602 Wikidata | Bahnhofstraße 33, 35 (54° 4′ 25″ N, 9° 58′ 47″ O) | Kath. Kirche St. Maria - St. Vicelin         | Aktualisierung vorgesehen - Begründung: geschichtlich, künstlerisch, städtebaulich - Schutzumfang: Kath. Kirche St. Maria - St. Vicelin (Bahnhofstraße 33), Pfarrhaus (Bahnhofstraße 35) | BW |
| 40534 Wikidata | Bahnhofstraße 40, 42 (54° 4′ 23″ N, 9° 58′ 47″ O) | Tuchfabrik Heinrich Wittorf                  | Tuchfabrik Heinrich Wittorf; 1890-1897; dreigeschossiges Fabrikantenwohnhaus mit prachtvoller Putzzierfassade über Tordurchfahrt an zweigeschossiges Wohnhaus (ehem. Kontor) unter Satteldach mit schlichter Putzfassade angeschlossen. Im Hof Fabrikgebäude (ehem. Baumwollspinnerei), dreigeschossiger Backsteinbau unter flachem Satteldach - Begründung: geschichtlich, städtebaulich - Schutzumfang: Wohnhaus (Bahnhofstraße 40); Wohnhaus (ehem. Kontor), ehem. Fabrikgebäude (Bahnhofstraße 42) | BW |
| 15317 Wikidata | Boostedter Straße 30, 32, Holsatenring 6-8, 10-12, 14 (54° 3′ 52″ N, 9° 59′ 22″ O) | Justizvollzugsanstalt                        | Justizvollzugsanstalt; 1902-1905; Radloff und Saal; Gefängniskomplex in neogotischer Backsteinoptik bestehend aus dreiflügeligem Pfortengebäude, einem zentralen, kreuzförmigen, viergeschossigen Haupthafthaus, flankiert von zwei winklig angelegten, zwei- bis dreigeschossigen Werkstatt- und Arbeitsgebäuden, westlich davon t-förmig angelegter viergeschossiger Bau des ehem. ͣWeibergefängnis͕͞ dieser innere Bereich im Norden, Westen und Süden von Gefängnismauer eingefasst, davor westlich ehem. Direktorenhaus; 1903/04; eingeschossiger Bau unter schiefergedecktem ausgebautem Walmdach; südlich entlang des Holsatenringes drei ehem. Wohnhäuser für Gefängniswärter und ʹinspektoren; zweigeschossige Backsteinbauten unter ausgebauten Walmdächern - Begründung: geschichtlich, städtebaulich - Schutzumfang: Pfortengebäude, Hafthaus A (ehem. Weibergefängnis), Hafthaus C (Vierstrahler), Gefängnismauer, südöstlicher Eckbau des Werkstattgebäudes, Werkstattgebäude, Bäckerei, Restaurant- und Arbeitsgebäude (Boostedter Straße 30); Dienstgebäude (ehem. Direktorenhaus) mit Einfriedung (Boostedter Straße 32); ehem. Wohnhaus für Gefängnis-Aufsichtspersonal (Holsatenring 6-8), ehem. Wohnhaus für Gefängnis-Aufsichtspersonal (Holsatenring 10- 12), ehem. Inspektoren-Wohnhaus des Gefängnisses (Holsatenring 14)                  | weitere Fotos \| Fotos hochladen |
| 22591 Wikidata | Buddestraße 7, 9, 11, 13, 15, 17- 19, Buddestraße (54° 5′ 13″ N, 9° 59′ 21″ O) | Eisenbahnersiedlung Neumünster               | Eisenbahnersiedlung Neumünster; um 1907, Eisenbahnbauverein; Siedlung nach Kriegsschäden stark dezimiert, erhaltene Gruppe von einfachen zweigeschossigen Wohnhäusern mit Kurzwalmdächern, zeittypische Backstein- und Putzgliederung, teilweise hell überschlämmt; historisches Diagonalpflaster auf der Fahrbahn und Kleinmosaikpflaster auf dem Gehweg - Begründung: geschichtlich, städtebaulich - Schutzumfang: Wohnhäuser Buddestraße 7, 9, 11, 13, 15, 17-19; Straßenpflasterung Buddestraße | BW |
| 39919 Wikidata | Christianstraße (54° 5′ 1″ N, 9° 59′ 40″ O) | Wasserwerk Neumünster                        | Wasserwerk Neumünster; 1899/1900 u. 1920er; Ensemble bestehend aus Wasserturm, von Fachwerkkonstruktion ummantelter runder Hochbehälter unter flachem Kegeldach mit Lüftungslaterne auf sich verjüngendem zylindrischen Schaft, und ehem. Pumpenhaus, zweigeschossiger Backsteinbau mit Lisenengliederung unter Walmdach, eingeschossiger Maschinenflügel mit Fabrikfenstern - Begründung: geschichtlich, städtebaulich, technisch - Schutzumfang: Wasserturm, ehem. Pumpenhaus | BW |
| 41798 Wikidata | Gartenstraße 10 (54° 4′ 4″ N, 9° 59′ 6″ O) | ehem. Papierfabrik                           | ehem. Papierfabrik; 1850; 1872; 1911; langgestreckter drei- und viergeschossiger Backsteinfabriktrakt mit gleichmäßig gereihten Segmentbogenfenstern und südwestlichem Kesselhaus; ehem. Kutscherhaus vor dem südwestlichen Gebäudeende, eingeschossiger Putzbau unter ausgebautem Krüppelwalmdach mit Fachwerkkniestock; entlang der südöstlichen Grundstücksgrenze schmiedeeiserne Einfriedung - Begründung: geschichtlich, städtebaulich, technisch - Schutzumfang: ehem. Wahlesche Fabrik mit Einfriedung, ehem. Kutscherhaus | BW |
| 41644 Wikidata | Gartenstraße 23, 25, 27, 29, 31, Schützenstraße 60, Wittorfer Straße 38, 40 (54° 3′ 59″ N, 9° 58′ 58″ O) | Feuerwache Schützenstraße                    | Feuerwache Schützenstraße; 1928/29 u. 1935–37; Carl Lembke; dreiteilige Backsteingebäudegruppe entlang der Schützenstraße: flachgedeckte Fahrzeughalle zwischen zwei zurückgesetzten zweigeschossigen Häusern mit hohen Treppenhausrisaliten und dahinterliegendem Schlauchturm; zwei zweigeschossige ehem. Backsteinwohnhäuser unter Walmdach für Bedienstete der Feuerwehr an der Wittorfer Straße; entlang der Gartenstraße eingeschossige Kraftfahrzeughalle in Backstein mit Satteldach; dahinter Gruppe von vier zweigeschossigen Backsteinwohnhäusern mit über verputzten Gesimszonen auskragenden Walmdächern - Begründung: geschichtlich, künstlerisch, städtebaulich - Schutzumfang: Feuerwache (Schützenstraße 60), Feuerwehr-Kraftfahrzeughalle (Gartenstraße 23), Vier-Familien-Wohnhäuser (Gartenstraße 25, 27, 29, 31), Feuerwehr-Verwaltungsgebäude (Wittorfer Straße 38, 40) | BW |
| 21318 Wikidata | Goebenstraße 1, 2, 3, 5-7, 9-11, 11a-b, 11c-d, 13-13a, Goebenstraße, Steinmetzstraße 1-21, Walter-Hohnsbehn-Straße 8-10, Werderstraße 2-6, Werderstraße (54° 4′ 31″ N, 9° 58′ 21″ O)                                                                                    | ehem. Sick-Kaserne                           | ehem. Sick-Kaserne; 1896-1915; um dreieckigen Kasernenhof angelegte Bautengruppe bestehend aus Stabs- und Unterkunftsgebäude, Offiziersgebäude, Brigadestabsgebäude, drei Unterkunftsgebäuden, Kantinengebäude und ehem. Mannschaftshaus/Sanitätsgebäude an der Goebenstraße; weiteres Mannschaftsgebäude südöstlich des Komplexes an der Werderstraße; Bauten ergänzt durch jüngeres Garnisonslazarett an der Steinmetzstraße; 1910; 1939 u. 1945 erweitert; mit Verwaltungsgebäude und Leichenhalle - Begründung: geschichtlich, künstlerisch, städtebaulich - Schutzumfang: ehem. Leichenhalle des Garnisonslazaretts, Kasernenmauer (Goebenstraße); Stabs- und Unterkunftsgebäude (Goebenstraße 1); Verwaltungsgebäude des ehem. Garnisationslazaretts (Goebenstraße 2); Offiziersgebäude (Goebenstraße 3); Brigadestabsgebäude (Goebenstraße 5-7); Unterkunftsgebäude (Goebenstraße 9-11, 11a-b, 11c-d); ehem. Mannschaftshaus/Sanitätsgebäude (Goebenstraße 13-13a); ehem. Garnisonslazarett (Steinmetzstraße 1-21); Kantinengebäude (Walter Hohnsbehn-Straße 8-10); Kasernenmauer (Werderstraße); Mannschaftsgebäude (Werderstraße 2-6) | weitere Fotos \| Fotos hochladen |
| 39329 Wikidata | Haart 32 (54° 4′ 4″ N, 9° 59′ 28″ O) | Caspar-von-Saldern-Haus                      | Caspar-von-Saldern-Haus; zweigeschossiger spätbarocker Putzbau auf hohem Sockel unter Walmdach; 1744-1746 für den damaligen Amtmann Caspar von Saldern; mit Garten und Lindenallee - Begründung: geschichtlich, künstlerisch, städtebaulich - Schutzumfang: Caspar-von-Saldern-Haus, Garten, Lindenallee | weitere Fotos \| Fotos hochladen |
| 15441 Wikidata | Haart 65-65a, 65b, 65c-d (54° 4′ 1″ N, 9° 59′ 39″ O) | Arbeiterhäuser Haart 65-65a, 65b, 65c-d      | Arbeiterhäuser Haart; 1. Hälfte 19. Jh.; Gruppe dreier eingeschossiger Bauten in Fachwerk und Backstein unter Satteldächern, hofartig situiert - Begründung: geschichtlich, städtebaulich - Schutzumfang: Arbeiterhäuser Haart 65-65a, 65b, 65c-d | BW |
| 21585 Wikidata | Haart 224 (54° 3′ 38″ N, 10° 0′ 38″ O) | ehem. Lederfabrik Köster                     | ehem. Lederfabrik Köster; 1937-1942, Theodor Speckbötel, Friedrich Last und Walter Beecken (HH); Backsteinbauten in sachlicher Formensprache; dreigeschossiges Hauptgebäude unter Flachdach, Eisenbetonkonstruktion mit Backsteinfassaden, unterteilt durch drei regelmäßig angeordnete Treppen- und Aufzugstürme; davor gereiht zweigeschossiges Verwaltungsgebäude unter Walmdach mit Pfeilerportikus; Maschinenhaus unter Flachdach mit hohen, schmalen Fenstern - Begründung: geschichtlich, städtebaulich, technisch - Schutzumfang: Verwaltungsgebäude, Maschinenhaus, Fabrikhalle | BW |
| 39331 Wikidata | Kirche: Hinter der Kirche 1, Gemeindehaus: Hinter der Kirche 10 (54° 4′ 12″ N, 9° 59′ 3″ O) | Vicelinkirche                                | Sachgesamtheit Vicelinkirche, südöstlich des historischen Stadtkerns Kleinflecken in der Schwaleschleife gelegen, klassizistische Vicelinkirche von C.F. Hansen (1829-1834) umgeben vom ehemaligen Kirchhof mit Altbaumbestand, um den sich bogenförmig das heutige Gemeindehaus (1789-1791) und das Pastorat (1904/5) auf großen, zur Schwale abfallenden Gartengrundstücken gruppieren - Begründung: geschichtlich, künstlerisch, städtebaulich, Kulturlandschaft prägend - Schutzumfang: Vicelinkirche mit Ausstattung, Kirchhof der Vicelinkirche mit Lindenreihen, Lindenalleen, Esche (Naturdenkmal) (Hinter der Kirche); Gemeindehaus der Vicelinkirche mit Garten des ehem. Pastorats (Hinter der Kirche 10); Pastorat West mit Pastoratsgarten (Hinter der Kirche 11) | weitere Fotos \| Fotos hochladen |
| 38931 Wikidata | Holstenstraße 35 (54° 4′ 24″ N, 9° 59′ 28″ O) | Theodor-Litt-Schule                          | Theodor-Litt-Schule, ehem. Höhere Töchter Schule, 1896, Hauptgebäude, Turnhalle und Hausmeisterwohnung sowie Schulnebengebäude aus Backstein in gotisierender Formensprache - Begründung: geschichtlich, städtebaulich - Schutzumfang: Hauptgebäude, Außenraum, Turnhalle und Hausmeisterwohnung, Nebengebäude, Flügel von 1960/61, Verbindungsgang von 1970/71 | BW |
| 39613 Wikidata | Marienstraße 7, 8, 9, 10, 11, 12, 18, 19, 21, 22, 24, 26, 28, 29, 30, 41, 43, Fritz-Reuter-Straße 2, 6, Holstenstraße 41, Marienstraße, u. a., Max-Röer-Platz 1-2, 3, Max-Röer-Platz (Anm.: GPS-Koordinaten nur annähernd zentraler Punkt) (54° 4′ 27″ N, 9° 59′ 34″ O) | Villengebiet Marienstraße                    | Villengebiet Marienstraße; überwiegend 1890er-1910er; prachtvolle, zweigeschossige, verputzte u. backsteinsichtige Villenbauten und villenartige Wohnhäuser auf großzügigen Gartengrundstücken in lockerer Reihung - Begründung: geschichtlich, künstlerisch, städtebaulich - Schutzumfang: Villa Marggraff mit ehem. Pferdestall, Einfriedung (Fritz-Reuter Straße 2); Villa Erbt mit Remise (Fritz-Reuter-Straße 6); Villa (Holstenstraße 41); Wohnhaus (Marienstraße 7); Villa mit ehem. Pferdestall, Einfriedung (Marienstraße 8); Villa Hasse (Marienstraße 9); Villa Hinselmann/Wolf mit Einfriedung (Marienstraße 10); Villa von Waldegg (Marienstraße 11); Villa Springe (Marienstraße 12); Villa Selck mit Einfriedung (Marienstraße 18); Wohnhaus mit Einfriedung (Marienstraße 19); Einfamilienwohnhaus (Marienstraße 21); Villa Eilers mit Einfriedung (Marienstraße 22); Villa Köster mit Einfriedung (Marienstraße 24); Villa Mylord (Marienstraße 26); Villa Behrens (Marienstraße 28); Villa Hinselmann (Marienstraße 29); Villa Andresen (Marienstraße 30); Zweifamilienwohnhaus (Marienstraße 41); Zweifamilienhaus (Marienstraße 43); Selcks Park mit Kastanienallee entlang der Schwale (Marienstraße, Klaus-Groth Straße); Max-Röer-Platz; zweigeschossiges Doppelwohnhaus (Max Röer-Platz 1-2); Drei-Familien-Wohnhaus (Max-Röer-Platz 3) | [[Vorlage:Bilderwunsch/code!/O:Villengebiet Marienstraße!/C:54.074181,9.992732!/D:Marienstraße 7, 8, 9, 10, 11, 12, 18, 19, 21, 22, 24, 26, 28, 29, 30, 41, 43, Fritz-Reuter-Straße 2, 6, Holstenstraße 41, Marienstraße, u. a., Max-Röer-Platz 1-2, 3, Max-Röer-Platz (Anm.: GPS-Koordinaten nur annähernd zentraler Punkt), Villengebiet Marienstraße!/\|BW]] |
| 15560 Wikidata | Moltkestraße 4-6, 4-8, 8 (54° 4′ 45″ N, 9° 58′ 35″ O) | Ansgar-Stift                                 | Ansgar-Stift; 1922–26; Ernst Prinz; zweigeschossiges Haupthaus aus Backstein mit symmetrischer Fassadengestaltung unter ausgebautem Mansarddach mit Gaubenreihe; ehem. Pastorat, eingeschossiger Backsteinbau unter ausgebautem Mansarddach mit Zwerchhaus; straßenseitige Backsteineinfriedung - Begründung: geschichtlich, künstlerisch, städtebaulich - Schutzumfang: Haupthaus mit Einfriedung, Pastorat | BW |
| 38943 Wikidata | Mühlenbrücke 4, 5-7 (54° 4′ 14″ N, 9° 59′ 3″ O) | Eisenwarenhandlung August Gnutzmann          | Eisenwarenhandlung Gnutzmann, zweigeschossiges Geschäfts- und Lagerhaus (1912/13) aus Backstein unter geschweiftem Walmdach mit gegenüberliegendem Ladengeschäft (1921), dreigeschossiger Backsteinbau mit Werksteinverblendung im Erdgeschoss, für die Eisen-, Stahl- und Kurzwarenhandlung August Gnutzmann - Begründung: geschichtlich, künstlerisch, städtebaulich - Schutzumfang: Wohn- und Geschäftshaus (Mühlenbrücke 4), Geschäfts- und Lagerhaus (Mühlenbrücke 5-7) | BW |
| 39932 Wikidata | Mühlenhof 22 (54° 4′ 10″ N, 9° 58′ 52″ O) | Mühlenhof-Schule                             | Mühlenhof-Schule; 1893; 1. Mädchenbürgerschule, heute Grundschule; Hauptgebäude als zweigeschossiger Backsteinbau unter Walmdach; vorgelagert Schulhof mit altem Baumbestand - Begründung: geschichtlich, städtebaulich - Schutzumfang: Mühlenhof-Schule mit Lindenreihe, Schulhof der Mühlenhof-Schule mit Lindenreihe Schulhof | BW |
| 22741 Wikidata | Mühlenhof 32, 34, 36, 38, 40, 41, 42, 45, 46, 47, 49, 50, 52, 54, 56, 59, Franz-Rohwer-Straße 6, Franz-Rohwer-Straße (54° 4′ 2″ N, 9° 58′ 46″ O) | Villenviertel Mühlenhof                      | Villengebiet Mühlenhof; um 1900; vornehmlich zweigeschossige, verputzte u. backsteinsichtige Villenbauten des gehobenen Bürgertums auf großzügigen Gartengrundstücken in historistischer Stilvielfalt - Begründung: geschichtlich, künstlerisch, städtebaulich - Schutzumfang: Straßenpflasterung, Allee (Franz-Rohwer-Straße); Villa Hungerberg (Franz-Rohwer-Straße 6), Einfamilienhaus mit Einfriedung (Mühlenhof 32), Einfamilienhaus (Mühlenhof 34), Wohnhaus (Mühlenhof 36), Villa Bremer (Mühlenhof 38), Villa Kracht mit Eisenzaun (Mühlenhof 40), Wohnhaus (Mühlenhof 41), ehem. Villa Rohwer (Pastorat) (Mühlenhof 42), Einfamilienhaus (Mühlenhof 45), Einfamilienhaus mit Einfriedung (Mühlenhof 46), Mehrfamilienhaus (Mühlenhof 47), ehem. Kommandeurs-Villa (Mühlenhof 49); Villa Pries, Remise, Garten mit Einfriedung, Grotte, Teepavillon Fundament, ruinöses Gewächshaus (Mühlenhof 50); Villa, Villengarten mit Promenade zum Tivoli, straßenseitige Einfriedung (Mühlenhof 52), Villa (Mühlenhof 54), Villa (Mühlenhof 56), Zweifamilienwohnhaus (Mühlenhof 59) | BW |
| 42751 Wikidata | Parkstraße 12-18 (54° 4′ 31″ N, 9° 59′ 22″ O) | ehem. Textilfachschule (Theodor-Litt-Schule) | ehem. Textilfachschule (Theodor-Litt-Schule); 1951-1953; Carl Friedrich Fischer, Karl-Heinz Scheuermann und Heinrich Bülk; in der Länge gestaffelte zwei- und dreigeschossige Baukörper in Kalksandstein mit Backsteinverblendung unter einheitlichem Satteldach; im Inneren bauzeitliche Ausstattung; gleichzeitig angelegter Schulpark - Begründung: geschichtlich, künstlerisch, städtebaulich - Schutzumfang: Theodor-Litt-Schule, Park der Theodor-Litt-Schule | BW |
| 43699 Wikidata | Segeberger Straße 32 (54° 3′ 18″ N, 10° 1′ 5″ O) | Gadelander Mühle                             | Gadelander Mühle; Mühle, 1912, zweigeschossiger Backsteinbau unter ausgebautem Mansarddach mit Ladegiebel; 1936 und 1938 durch seitliche flachgedeckte zweigeschossige Backsteinanbauten erweitert; daran rückwärtig anschließend Mühlenlager, ca. 1953; ehem. Scheune, 1929/30, und ehem. Schweinestall, 1937, eingeschossige Backsteinbauten unter Mansarddach im Stil des Heimatschutzes; Vorhof mit Feldsteineinfriedung und hölzernem Gartenpavillon - Begründung: geschichtlich, städtebaulich, technisch - Schutzumfang: Gadelander Mühle mit Feldsteineinfriedung, Gartenpavillon; Mühlenscheune, Schweinestall, Mühlenlager | BW |
| 43532 Wikidata | Wilhelmstraße 15a-b, 15c (54° 4′ 21″ N, 9° 58′ 28″ O) | Wohnanlage Wilhelmstraße 15 a-c              | Wohnanlage Wilhelmstraße 15a-c; 1911/12, Architekt Gottfried Wiese; repräsentative Anlage aus breit gelagertem Vorderhaus, Hinterhaus und Hofgebäuden, Vorderhaus viergeschossig unter Mansarddach in barockisierenden Formen des Heimatstils, Backstein mit Putzgliederung, kräftige Seitenrisalite und zurückliegender Mitteltrakt mit Durchfahrt zitieren Ehrenhofmotiv, Hinterhaus in der Mittelachse, Hofgebäude als Wirtschaftsgebäude symmetrisch zugeordnet - Begründung: geschichtlich, künstlerisch, städtebaulich - Schutzumfang: Vorderhaus mit zwei Hofgebäuden, Hinterhaus mit Hofgebäude | BW |

## Mehrheiten von baulichen Anlagen
| Objekt-ID      | Lage | Offizielle Bezeichnung                                          | Beschreibung | Bild |
| -------------- | --- | --------------------------------------------------------------- | --- | ---- |
| 42779 Wikidata | Beethovenstraße 22-26, Goebenstraße 28, 43 (54° 4′ 36″ N, 9° 58′ 4″ O)                                                             | Wohnbebauung Goebenstraße, Beethovenstraße                      | Wohnbebauung Goebenstraße/Beethovenstraße; 1928 Emil Wittig u. 1953 Heinz Kraft; drei zweigeschossige Bauten in Backstein unter hohen ausgebauten Walmdächern; der Bau Goebenstraße 43/Beethovenstraße 20 als Winkelbau; Goebenstraße 28 und Beethovenstraße 22-26 die Figur in offener Bauweise wiederholend - Begründung: geschichtlich, städtebaulich - Schutzumfang: Mietwohnungshäuser Goebenstraße 28, 43; Beethovenstraße 20, 22 -26 | BW   |
| 22754 Wikidata | Feldstraße 20, 22c-d, 22g-h, 22e-f, 22a-b, 22i-n, 24, 26-28, 30-38, 40-48, 50-56, Plöner Straße 65-67 (54° 4′ 16″ N, 9° 59′ 51″ O) | Siedlungsgebiet westliche Feldstraße                            | Siedlungsgebiet westliche Feldstraße; 1927/28, Stadtbaurat Carl Lembke; Blockrandbebauung aus dreigeschossigen Backsteinzeilenbauten unter ausgebauten Mansarddächern, Fassaden durch Stegrustikazonen belebt, Eingangsachsen durch Werksteinrahmungen und schmale Treppenhausfensterbänder betont, Blockrandbinnenbebauung in Kammstruktur - Begründung: geschichtlich, künstlerisch, städtebaulich - Schutzumfang: Mietwohnungshäuser Feldstraße 20, 24, 26-28; Mietwohnungshauszeilen Feldstraße 30-38, 40-48, 50-56, Plöner Straße 77-83, Plöner Straße 65-67, Ringstraße 39-45; Blockbinnenbebauung Feldstraße 22 a-b, c-d, e-f, g-h, i-n | BW   |
| 43362 Wikidata | Altonaer Straße 84, 86 (54° 3′ 50″ N, 9° 59′ 6″ O)                                                                                 | Villen Altonaer Straße 84-86                                    | Villen Altonaer Straße 84-86; 1906-1907; Gottfried Wiese; zwei zweigeschossige Villenbauten, Nr. 84 Putzbau unter Krüppelwalmdach im Landhausstil mit Zierfachwerk, Nr. 86 Putzbau unter Walmdach mit Jugendstildekor, beide Bauten mit übergiebeltem rechtsseitigem Risalit an der Front; Nr. 84 mit rückwärtiger bauzeitlicher Remise - Begründung: geschichtlich, städtebaulich - Schutzumfang: Stadtvilla mit Remise (Altonaer Straße 84), Wohnhaus (Altonaer Straße 86) | BW   |
| 38910 Wikidata | Christianstraße 22, 24, 26, 28, 30, 32, Klosterstraße 2 (54° 4′ 35″ N, 9° 59′ 12″ O)                                               | Wohn- und Geschäftshäuser Christianstraße 22-32/Klosterstraße 2 | Wohn- und Geschäftshäuser Christianstraße 22-32, Ende 19. Jh./Anfang 20. Jh., geschlossene Reihe von dreigeschossigen Wohn[1]und Geschäftshäusern, belebte Putz- und Backsteinfassaden in historisierendem Dekor - Begründung: geschichtlich, städtebaulich - Schutzumfang: Wohn- und Geschäftshäuser Christianstraße 22, 24, 26, 28, 30, 32; Klosterstraße 2 | BW   |
| 41906 Wikidata | Färberstraße 31, 33 (54° 4′ 39″ N, 9° 58′ 28″ O)                                                                                   | Mietwohnungshäuser Färberstraße 31, 33                          | Mietwohnungshäuser Färberstraße 31 u. 33; 1908/09; Hans Fehrs; spiegelbildlich angelegte dreigeschossige Putzbauten unter Kieler Dach, übergiebelte Risalite mit Polygonalerker, Putzzierfelder mit Jugendstildekor, Nr. 33 mit eiserner Vorgarteneinfriedung - Begründung: geschichtlich, städtebaulich - Schutzumfang: Mietwohnungshaus (Färberstraße 31), Mietwohnungshaus mit Vorgartenzaun (Färberstraße 33) | BW   |
| 41915 Wikidata | Färberstraße 44, 46, 48, 50 (54° 4′ 43″ N, 9° 58′ 24″ O)                                                                           | Wohnhäuser Färberstraße 44-50                                   | Färberstraße 44-50; 1. Viertel 20. Jh.; Gruppe von vier giebelständigen Einfamilienwohnhäusern, ein- bis zweigeschossig, schlichte Putzfassaden der Reformarchitektur, Vorgärten mit bauzeitlichen Einfriedungen - Begründung: geschichtlich, städtebaulich - Schutzumfang: Einfamilien-Wohnhaus mit Vorgartenzaun (Färberstraße 44), Einfamilien-Reihenwohnhaus mit Vorgartenzaun (Färberstraße 46), Einfamilien-Reihenwohnhaus mit Vorgartenzaun (Färberstraße 48), Einfamilien-Wohnhaus (Färberstraße 50) | BW   |
| 41916 Wikidata | Färberstraße 45, 47, 49-49a, 51, 53, 55, 57-59, 61 (54° 4′ 43″ N, 9° 58′ 20″ O)                                                    | Heimatschutzvillen Färberstraße 45-61                           | Heimatschutzvillen Färberstraße 45-61; 1. Viertel 20. Jh., geschlossene Reihe von 8 zweigeschossigen Villen und Einfamilienwohnhäusern, Backstein- und Putzfassaden alternierend, Fassaden durchgängig von versprossten Fenstern, Fensterläden und Erkern belebt - Begründung: geschichtlich, künstlerisch, städtebaulich - Schutzumfang: Villa Padberg (Färberstraße 45), Villa Fehrs (Färberstraße 47), Villa Delfs (Färberstraße 49-49a), Villa Silbertoff mit Einfriedung (Färberstraße 51), Einfamilienhaus (Färberstraße 53), Einfamilienhaus (Färberstraße 55), Doppelwohnhaus (Färberstraße 57-59), Einfamilienhaus (Färberstraße 61)  | BW   |
| 38915 Wikidata | Fürsthof 3, 4, 5, 6, 7, 8, 9, 10 (54° 4′ 17″ N, 9° 59′ 18″ O)                                                                      | Baugruppe Fürsthof 3-10                                         | Baugruppe Fürsthof 3-10; überwiegend letztes Viertel 19. Jh.; geschlossener historischer Straßenzug vornehmlich zweigeschossiger Wohngebäude mit Gewerbe - Begründung: geschichtlich, städtebaulich - Schutzumfang: Wohn- und Geschäftshäuser (Fürsthof 3, 4); ehem. Pferdestall und Remise (Fürsthof 5), Wohnhäuser (Fürsthof 6, 10), Mietwohnungshaus (Fürsthof 7), Wohnhaus mit Gewerbe (Fürsthof 8), Fachwerkgiebelhaus (Fürsthof 9) | BW   |
| 39554 Wikidata | Goebenstraße 19-21, 23-25, 27- 29, 31-33, 35-37, 39-41 (54° 4′ 33″ N, 9° 58′ 8″ O)                                                 | Doppelwohnhäuser Goebenstraße 19-41                             | Doppelwohnhäuser Goebenstraße; 1926–29; Emil Wittig für die Beamten-Baugenossenschaft Neumünster; sechs eingeschossige, traufenständige Putzbauten unter ausgebauten Satteldächern im expressionistischen Heimatstil auf Gartengrundstücken - Begründung: geschichtlich, städtebaulich - Schutzumfang: Doppelwohnhäuser Goebenstraße 19-21, 23-25, 27-29, 31-33, 35- 37, 39-41 | BW   |
| 39555 Wikidata | Großflecken 26, 28, 30, 32 (54° 4′ 17″ N, 9° 59′ 8″ O)                                                                             | Wohn- und Geschäftshäuser Großflecken 26-32                     | Wohn- und Geschäftshäuser Großflecken 26-32; Ende 19./Anfang 20. Jh.; vier zwei- bis dreigeschossige Wohn- und Geschäftshäuser, trauf- und giebelständig, Putz- und Zierklinkerfassaden - Begründung: geschichtlich, städtebaulich - Schutzumfang: Wohn- und Geschäftshäuser Großflecken 26, 28, 30, 32 | BW   |
| 39556 Wikidata | Großflecken 29, 31, 33, 35, 37, 39, 41, 43 (54° 4′ 19″ N, 9° 59′ 14″ O)                                                            | Wohn- und Geschäftshäuser Großflecken 29-43                     | Wohn- und Geschäftshäuser Großflecken 29-43; überwiegend letztes Viertel 19. Jh.; Gruppe von acht zumeist drei- bis viergeschossigen historistischen Wohn- und Geschäftshäusern - Begründung: geschichtlich, städtebaulich - Schutzumfang: Wohn- und Geschäftshauser Großflecken 29, 31, 33, 35, 37, 39, 41, 43 | BW   |
| 38916 Wikidata | Haart 1, 3, 5, Großflecken 73, 75 (54° 4′ 10″ N, 9° 59′ 22″ O)                                                                     | Wohn- und Geschäftshäuser Großflecken 73, 75/Haart 1, 3, 5      | Großflecken 73-75 u. Haart 1-5; Ende 19. Jh./Anfang 20. Jh.; Reihe von fünf zwei- bis dreigeschossigen Wohn- und Geschäftshäusern in geschlossener und halboffener Bebauung, spätklassizistische und historistische Fassadengestaltung - Begründung: geschichtlich, städtebaulich - Schutzumfang: Wohn- und Geschäftshäuser Großflecken 73, 75; Haart 1, 3, 5 | BW   |
| 43366 Wikidata | Hansaring 7, 9 (54° 4′ 10″ N, 9° 58′ 26″ O)                                                                                        | Wohnhäuser Hansaring 7-9                                        | Wohnhäuser Hansaring 7-9; 1930/31; Emil Wittig; 3-4 geschossige Backsteinbauten unter Satteldach, durch vorgezogene gereihte Kopfsteine strukturierte Fassadengliederung, Treppenhäuser durch markante, aufsteigende Fensterbänder belichtet - Begründung: geschichtlich, künstlerisch, städtebaulich - Schutzumfang: Wohnhäuser Hansaring 7, 9 | BW   |
| 22760 Wikidata | Hansaring 34, 36, Hansaring, u. a., Wasbeker Straße 70, Werderstraße 29-35 (54° 4′ 19″ N, 9° 58′ 22″ O)                            | Siedlung Verein Arbeiterbund                                    | Siedlung Verein Arbeiterbund; 1925-1949; August Silbertoff u. Erich Marquardsen für den Verein Arbeiterbund; backsteinerne Blockrandbebauung im Stil der Heimatschutzarchitektur, Fassadengestaltung von barocker Formensprache und expressionistischer Backsteinornamentik beeinflusst - Begründung: geschichtlich, künstlerisch, städtebaulich - Schutzumfang: Wohn- und Geschäftshaus mit Hofgebäude (Hansaring 34, Wasbeker Straße 70), Hansahaus (Hansaring 36), Wohnblock mit Hofgebäude (Hansaring 38-50, Werderstraße 29-35) | BW   |
| 45970 Wikidata | Hinter der Kirche 2, 3-5, 6, 7, Hinter der Kirche, Mühlenhof 1, 3 (54° 4′ 11″ N, 9° 59′ 2″ O)                                      | Baugruppe Hinter der Kirche 1-7/Mühlenhof 1-3                   | Hinter der Kirche 1-7/Mühlenhof 1-3; 1870er-1970er Jahre; zwei- bis dreigeschossige traufständige geschlossene Bauten in Putz und Backstein, Kopfsteinstraßenpflasterung - Begründung: geschichtlich, städtebaulich - Schutzumfang: Wohn- und Geschäftshäuser (Mühlenhof 1, 3; Hinter der Kirche 1, 3- 5), Wohnhäuser (Hinter der Kirche 2, 6), ehem. Stadtbücherei (Hinter der Kirche 7), Straßenpflasterung | BW   |
| 38924 Wikidata | Holstenstraße 1, 2, 3, 4, 5, 6, 7, 8, 9, 12, 14, 16, 18, 20-22 (54° 4′ 20″ N, 9° 59′ 18″ O)                                        | Wohn- und Geschäftshäuser Holstenstraße 1-22                    | Wohn- und Geschäftshäuser Geschäftsstraße Holstenstraße, letztes Jahrzehnt 19. Jh., geschlossene Gruppe von mehrgeschossigen historistischen Wohn- und Geschäftshäusern - Begründung: geschichtlich, künstlerisch, städtebaulich - Schutzumfang: ehem. Hotel Brigel (Holstenstraße 1); Wohn- und Geschäftshäuser Holstenstraße 2, 3, 4, 5, 6, 7, 8, 9, 12, 14, 16, 18, 20-22 | BW   |
| 38932 Wikidata | Holstenstraße 40, 42, 44 (54° 4′ 24″ N, 9° 59′ 33″ O)                                                                              | Wohnhäuser Holstenstraße 40, 42, 44                             | Wohnhäuser Holstenstraße 40-44, geschlossene Reihe von drei zweigeschossigen historistischen Wohnhäusern mit Putzfassaden - Begründung: geschichtlich, städtebaulich - Schutzumfang: Villa (Holstenstraße 40), Wohnhäuser Holstenstraße 42, 44 | BW   |
| 39915 Wikidata | Kieler Straße 67, 69, 71, 73, 75 (54° 4′ 48″ N, 9° 59′ 2″ O)                                                                       | Mietwohnungshäuser Kieler Straße 67-75                          | Kieler Straße 67-75; 1894-1897; Zimmermeister H. Laubs u. Rudolf Pries; Gruppe von fünf drei- und viergeschossigen historistischen Mietwohnungshäusern mit reich gegliederten Putzfassaden - Begründung: geschichtlich, städtebaulich - Schutzumfang: Mietwohnungshäuser Kieler Straße 67, 69, 71, 73, 75 | BW   |
| 44988 Wikidata | Kummerfelder Straße 5, 7 (54° 3′ 10″ N, 10° 1′ 23″ O)                                                                              | Wohnhäuser Kummerfelder Straße 5, 7                             | Wohnhäuser Kummerfelder Straße; 1906, Maurermeister M. Storm; zwei identische traufenständige eingeschossige Putzbauten mit Drempelgeschossen unter Schopfwalmdächern, Straßenfassaden mit übergiebelten Seitenrisaliten, Putzzier in Neorenaissancedekor - Begründung: geschichtlich, städtebaulich - Schutzumfang: Wohnhäuser Kummerfelder Straße 5, 7 | BW   |
| 44974 Wikidata | Lerchenstraße 6-8, 10-12, 14-16 (54° 4′ 8″ N, 9° 58′ 19″ O)                                                                        | Doppelwohnhäuser Lerchenstraße                                  | Doppelwohnhäuser Lerchenstraße; 1904, Gottfried Wiese für den Allgemeinen Bau- und Spar-Verein für Neumünster; drei traufenständige Bauten in Putz- und Backstein unter ausgebauten Dächern gegliedert durch eingeschossigen Mittelteil zwischen zweigeschossigen übergiebelten Seitenrisaliten, rückwärtige kleine Wirtschaftsflügel - Begründung: geschichtlich, städtebaulich - Schutzumfang: Doppelwohnhäuser Lerchenstraße 6-8, 10-12, 14-16 | BW   |
| 41756 Wikidata | Luisenstraße 7, 9, 11, 13 (54° 4′ 39″ N, 9° 58′ 41″ O)                                                                             | Wohnhäuser Luisenstraße 7-13                                    | Wohnhäuser Luisenstraße 7-13; 1897-1900; Rudolf Pries und Carl Otto Göttsche; fluchtende Reihe von drei zwei- bis dreigeschossigen Wohnhäusern mit historistischen, durch Risalite und Erker gegliederten Putzfassaden - Begründung: geschichtlich, städtebaulich - Schutzumfang: Villa (Luisenstraße 7), Doppel-Wohnhaus (Luisenstraße 9-11), Mietwohnungshaus (Luisenstraße 13) | BW   |
| 41789 Wikidata | Luisenstraße 8, 10, Augustastraße 2 (54° 4′ 39″ N, 9° 58′ 38″ O)                                                                   | Wohnhäuser Luisenstraße 8-10/Augustastraße 2                    | Luisenstraße 8-10/Augustastraße 2; 1890er Jahre; geschlossene Baureihe von drei zwei- bis dreigeschossigen Wohnhäusern mit historistischen Fassaden in Putz- und Klinkeroptik - Begründung: geschichtlich, städtebaulich - Schutzumfang: Wohnhäuser Luisenstraße 8-10, Augustastraße 2 | BW   |
| 40202 Wikidata | Färberstraße 18, 20, 22, Luisenstraße 31 (54° 4′ 35″ N, 9° 58′ 35″ O)                                                              | Wohnblock Färberstraße/Luisenstraße                             | Wohnblock Färberstraße/Luisenstraße; 1913/14; Emil Wittig; viergeschossiger, langgestreckter Backsteinbau unter Satteldach mit Schleppgauben zwischen schweifgiebelbekrönten Seitenrisaliten, rückwärtige Einfriedung und Hofgebäude - Begründung: geschichtlich, städtebaulich - Schutzumfang: Wohnblöcke Färberstraße 18, 20, 22, Luisenstraße 31 mit Hofgebäude und Einfriedung | BW   |
| 39332 Wikidata | Marienstraße 3, 5 (54° 4′ 24″ N, 9° 59′ 36″ O)                                                                                     | Ein-Familien-Reihenwohnhäuser Marienstraße                      | Ein-Familien-Reihenwohnhäuser Marienstraße; 1906; zwei zweigeschossige Putzbauten über rotem Klinkersockel mit breiten Mansard-Quergiebeln unter gemeinsamen Satteldach in Formen der Heimatschutzarchitektur - Begründung: geschichtlich, städtebaulich - Schutzumfang: Ein-Familien-Reihenwohnhäuser mit Vorgartenzäunen Marienstraße 3, 5 | BW   |
| 38926 Wikidata | Roonstraße 20, 22, 24, 26, 28 (54° 4′ 43″ N, 9° 58′ 27″ O)                                                                         | Mietwohnungshäuser Roonstraße 20-26, 28                         | Mietwohnungshäuser Roonstraße 20-26, 28; 1905-1911; Hans Fehrs und Julius Brockstedt; geschlossene Baureihe von fünf drei- bis viergeschossigen verputzten Mietwohnungshäusern unter ausgebauten, gaubenbesetzten Dächern; Vorgartengrundstücke durch historische Einfriedungen begrenzt - Begründung: geschichtlich, städtebaulich - Schutzumfang: Mietwohnungshäuser mit Einfriedungen Roonstraße 20, 22, 24, 26, 28 | BW   |
| 44555 Wikidata | Schleusberg 16, 18 (54° 4′ 17″ N, 9° 58′ 47″ O)                                                                                    | Baugruppe Schleusberg 16-18                                     | Schleusberg 16-18; 1893 u. 1894; Reihe von zwei mehrgeschossigen historistischen Putzbauten unter Walm- und Satteldach mit der Renaissance entlehnter Fassadengestaltung - Begründung: geschichtlich, städtebaulich - Schutzumfang: Wohn- und Geschäftshaus (Scheusberg 16), Villa Kracht (Scheusberg 18) | BW   |
| 38723 Wikidata | Schützenstraße 22, 24, 26, 28, 30 (54° 4′ 7″ N, 9° 58′ 47″ O)                                                                      | Wohnhäuser Schützenstraße 22-30                                 | Schützenstraße 22-30, Gruppe von zweigeschossigen villenartigen Wohnhäusern aus dem Ende des 19. Jh. an der Schützenstraße zwischen Schwalebrücke und Mühlenhof - Begründung: geschichtlich, städtebaulich - Schutzumfang: Wohnhäuser Schützenstraße 22, 24, 26, 28, 30 | BW   |
| 38950 Wikidata | Schützenstraße 31, 33, 34 (54° 4′ 6″ N, 9° 58′ 51″ O)                                                                              | Baugruppe Schützenstraße 31, 33, 34                             | Baugruppe von Wohn- und Geschäftshäusern; 1890er Jahre; Gruppe dreier, um die Kreuzung von Schützenstraße und Mühlenhof gruppierter Bauten, dreigeschossig mit historistischen Putz- und Klinkerfassaden. - Begründung: geschichtlich, städtebaulich - Schutzumfang: Mietwohnungshäuser (Schützenstraße 31, 33), Wohnhaus mit Gaststätte (Schützenstraße 34) | BW   |
| 21641 Wikidata | Gerhart-Hauptmann-Platz 1-4, 5-6, 7-9, Legienstraße 1-9, Max-Richter-Straße 1-3 (54° 4′ 35″ N, 9° 57′ 44″ O)                       | Böcklersiedlung                                                 | Böcklersiedlung; 1950–62; repräsentative Platzsituation als Auftakt der aus ERP-Mitteln für Flüchtlinge und Vertriebene errichteten Siedlung, begrenzt durch dreigeschossige Zeilenbauten in Backstein mit Satteldächern, akzentuierende Baudetails im Duktus der 1930er Jahre - Begründung: geschichtlich, städtebaulich - Schutzumfang: Mietwohnungshäuser Gerhart-Hauptmann-Platz 1-4, 5-6, 7-9, Legienstraße 1-9, Max-Richter-Straße 1-3 | BW   |

## Quelle
- Liste der Kulturdenkmale in Schleswig-Holstein – Stadt Neumünster (PDF)